# Gossypium bickii
Gossypium bickii är en malvaväxtart som först beskrevs av Frederick Manson Bailey, och fick sitt nu gällande namn av Jaroslav Ivanovic Yaroslav Ivanovich Prokhanov. Gossypium bickii ingår i släktet bomull, och familjen malvaväxter. Inga underarter finns listade i Catalogue of Life.